# Læreruddannelse
Læreruddannelse eller Læreruddannelsen er en betegnelse for den uddannelse, der kvalificerer til ansættelse i grundskolen (i Danmark betegnet folkeskolen) efter bestået lærereksamen. I de lande, der deltager i Bolognaprocessen er læreruddannelsen en MVU af 3-5 års varighed, der afsluttes med en afhandling (i Danmark betegnet Bacheloropgaven).

Selv om Bolognaprocessen tilsigter en vis ensartehed, er der mange forskelle i de europæiske landes læreruddannelser. De fleste er placeret ved universiteterne, men der er også en del, der er placeret under andre videregående uddannelsesinstitutioner. Nogle lande, bl.a. Finland, der fremhæves for at have en særlig kvalitet i uddannelsen, har opdelt den faglige undervisning og den pædagogiske undervisning mellem henholdsvis et universitet og en pædagogisk højskole.
I langt de fleste lande er uddannelsen aldersspecialiseret, dvs. de studerende vælger mellem undervisning af mindre børn og større børn. I ganske få lande, herunder Danmark er det en enhedslæreruddannelse, der kvalificerer til undervisning på alle grundskolens klassetrin. Fra 2007 er der dog i Danmark indført en begrænset aldersspecialisering, der findes i fagene dansk og matematik.
EU kommissionen har i 2007 publiceret et forslag til forbedring af læreruddannelsen i medlemslandene. Et af indsatsområderne er styrkelse af læsefærdigheden, et andet er større kvalitet i naturvidenskabelige fag.